# Soultz-les-Bains
Soultz-les-Bains település Franciaországban, Bas-Rhin megyében. Lakosainak száma 946 fő (2022. január 1.). Soultz-les-Bains Avolsheim, Bergbieten, Dahlenheim, Dangolsheim, Molsheim, Mutzig, Scharrachbergheim-Irmstett és Wolxheim községekkel határos.

## Népesség
A település népessége az elmúlt években az alábbi módon változott:
| Lakosok száma | 951  | 960  | 968  | 947  | 954  | 961  | 956  | 951  | 946  |
|               | 2013 | 2015 | 2016 | 2017 | 2018 | 2019 | 2020 | 2021 | 2022 |